# Samorastniki
Samorastniki ist ein Erzählband des slowenischen Schriftstellers Prežihov Voranc (1893–1950), der 1940 erschienen ist. Die deutsche Übersetzung lautet Wildwüchslinge.
Nachdem Prežihov Voranc Mitte der 1920er Jahre seine ersten Erzählungen veröffentlicht hatte, die keinen Erfolg hatten, hatte er zehn Jahre lang nichts mehr geschrieben und sich nur seiner politischen Tätigkeit gewidmet. Erst Mitte der 1930er Jahre begann er wieder zu schreiben. Es entstanden einige Erzählungen, die im Ton seiner Kärntner Heimat vor allem den Kampf der einfachen Menschen um ihre Lebensgrundlagen thematisierten. Sie schildern elementare Naturmenschen, ihre Charaktere und Lebensumstände, und sind aus dem Gefühl des Mitleids mit ihnen und der Entrüstung entstanden. 
Die Erzählungen entstanden zwischen 1935 und 1939 und erschienen zunächst einzeln in der sozialistischen Zeitschrift Sodobnost.

## Inhalt
Der Band besteht aus acht Erzählungen.
Boj na požiralniku (Der Kampf mit dem Sumpfacker oder Der Kampf mit dem Ackermolch). In der ersten Erzählung der Sammlung wird der Kampf der Familie Dihur mit ihrem Land beschrieben, auf dem immer wieder aufs Neue Sumpflöcher entstehen und den Ackerboden verderben. Der aussichtslose Kampf, dem die Angehörigen der Familie nicht entgehen können und den sie bis zur Selbstvernichtung führen, zwingt sie zu mitleidloser Härte gegenüber den eigenen Kindern.
Jirs in Bavh (Jirs und Bavh). Oplaz erzählt eine Geschichte aus seiner Kindheit. Für seine Eltern, Pächter, war die Viehzucht wichtiger als der Ackerbau. So wurden immer wieder Ochsen gekauft, mühsam zur Arbeit auf dem Acker abgerichtet, und wenn sie größer geworden waren verkauft. Mit dem erzielten Geld wurden wieder kleinere, billigere Ochsen angeschafft. Besonders für den Jungen entstand immer wieder eine emotionale Bindung an die Tiere, und das Abrichten zur Ackerarbeit, das mit vielen Schlägen verbunden war, tat in der Seele weh. Zwei Tiere, Jirs und Bavh, hatte er besonders gern. Doch auch bei ihnen hieß es eines Tages, dass sie verkauft werden müssten. Der Vater trat mit dem Sohn und den Tieren den Weg zum Markt an, auf dem ihnen auch andere Bauern begegneten. Doch am Markt war außer Spesen nichts gewesen, niemand kaufte um den vom Vater erhofften und benötigten Betrag, der für den Jungen die Anschaffung von Kleidung für ihn eingeschlossen hätte. Auf dem Heimweg muss der Vater um einen niedrigeren Betrag verkaufen und noch damit zufrieden sein, dass er überhaupt etwas erhalten hat. In dem Kind wird durch dieses Erlebnis ein besonderes Unrechtsbewusstsein geweckt.
Nun stellt sich heraus, dass Oplaz diese seine eigene Geschichte im Gefängnis seinen Mitgefangenen erzählt. Er war zum Totschläger geworden, als man ihm das Vieh pfänden wollte. Sein in der Kindheit gewecktes Bewusstsein für das Unrecht hatte ihn zum Widerstand dagegen getrieben.
Vodnjak (Der Brunnen). Die Hube des Borovnik lag auf einem Hang. Wasser gab es nur weit unten, dass mühsam von dort zum Haus getragen werden musste. Das war schon seit Generationen so und es war ein Makel für das ganze Grundstück. Jeder wusste, wer dort einheiraten wollte, der hatte ein Leben des Wasserschleppens bei jeder Jahreszeit vor sich. Als der Vater des jetzigen Borovnik starb, richtete der sich plötzlich von seinem Bett auf und verkündete wie ein Prophet, der Sohn solle an einer bestimmten Stelle des Grundstücks nach Wasser suchen. Dann starb er. Längere Zeit ließ es der Sohn damit auf sich beruhen, doch eines Tages begann er wirklich an der angegebenen Stelle zu graben. Niemand hielt dies für realistisch, die Stelle schien besonders trocken zu sein. Doch Borovnik machte Tag für Tag weiter, Woche für Woche. Die Nachbarn verhöhnten ihn bereits und er befand sich schon in mehr als 20 Metern Tiefe. Da ertönte von unten plötzlich der Ruf: „Wasser!“ Die Frau ließ den Kübel hinab und tatsächlich, er war voll. Man hörte Rauschen und Plätschern, doch von dem Mann kein Lebenszeichen mehr. Der herbeigerufene Nachbar konnte nur mehr den ertrunkenen Borovnik aus dem Brunnen ziehen, er war tot.
Ljubezen na odoru (Die Liebe auf dem kahlen Hang oder Liebe am Rande). Die Frau des Radman war weit jünger als ihr Mann. Sie hatte sieben Kinder, wobei die letzten drei merkwürdigerweise ganz anders aussahen als die ersten vier. Die Nachbarn wussten warum, doch scherte sich niemand darum. „Wenn es den Radman nicht stört, uns ist es egal“, so sagten sie. Als die Radmansche auf dem Acker bei schwerer Arbeit beschäftigt war, traf sie dort mit Voruh, dem Holzhauer zusammen. Er half ihr und es entspann sich ein Verhältnis der beiden zueinander. Die Frau bekam ihr achtes Kind, es war von Voruh. Auf ein verabredetes Klopfzeichen trafen sich die Liebenden im Freien. Als Radman dahinterkam, dass seine Frau ein Verhältnis hatte, verließ sie mit dem jüngsten Kind das Haus und zog zu Voruh. Sie lehnte es ab, die übrigen Kinder zu sich zu nehmen, und meinte, sie hätte in all den Jahren schwer genug gearbeitet. Jetzt solle sich Radman um die Kinder kümmern. Doch mit der Zeit wurde der gesellschaftliche Druck der Nachbarn und Ortsbewohner immer stärker. Man bewunderte zwar die Stärke der Radmanschen, doch dass sie so offen mit ihrem Liebhaber zusammenlebte ohne zu heiraten, sorgte für Unruhe. So zogen sich die beiden in eine Hütte im Wald zurück, wo sie gemeinsam fleißig dem Holzhauen nachgingen. Nach einer längeren Regenzeit, die alles glitschig und feucht machte, tauchten die Kinder bei der Mutter im Wald auf. Sie nähte ihnen die Kleider und die Kinder halfen bei der Arbeit. Da geschah das Unglück, dass die Kinder einen Baumstamm bearbeiteten, der sich durch die Feuchtigkeit zu bewegen anfing, den Hang hinuntersauste und den dort beschäftigten Voruh erschlug.
Pot na klop (Der Weg zur Ofenbank). Der bekannte Säufer Kaspar, der keine zwei Worte sprechen konnte, ohne zu fluchen, erschien auf dem Weg zu dem als geizig bekannten Bauern Lenz. Dieser erschrak und überlegte sich, wie er den lästigen Gast rasch wieder loswerden könnte. Doch Kaspar kam nicht, um sich eine Ration selbstgebrannten Schnaps zu erbitten, sondern um zu sterben. Er fühlte, dass es mit ihm zu Ende ging und wollte auf den Ofenbank des Lenz sterben. Der Bauer fühlte immer mehr Mitleid mit dem alten Kaspar, versorgte ihn so gut es ging und brachte ihn am Ende auch noch dazu, mit dem Sterbesakrament versehen sein Leben zu beschließen.
Prvi spopad (Der erste Zusammenstoß oder Das Duell auf der Tenne). Die kurze Geschichte erzählt von der armen Familie des Čarnoglav, die immer noch mühsam mit der Hand dreschen musste. Eines Tages kam der Vater mit einer alten gebrauchten Dreschmaschine nach Hause. Endlich war man auch mechanisiert und rechnete sich aus, um wie viel schneller und mehr man nun an Arbeit bewältigen konnte. Doch die erste Inbetriebnahme des Gerätes stellte sich als schwerer Kampf mit dem Ungetüm heraus, an dem die ganze Familie samt den Kindern teilnehmen musste und dem sie auch ihre Gesundheit opferten.
Odpustki (Der Bußgang oder Späte Buße). Der alte Holzhauer Žvap musste seine Arbeit einstellen, er war zu alt, schwach und langsam geworden. Als dies bekannt wurde, kamen überraschend die Nachbarn einer nach dem anderen und brachten dem nun mittellosen Alten und seiner Frau lebensnotwendige Dinge ins Haus, wobei sie sich alter Geschichten und begangener Ungerechtigkeiten erinnerten, für die sie nun um Verzeihung baten. Als der Alte schließlich starb, hatte er dem Pfarrer auch seinerseits einige Dinge aus der Vergangenheit gebeichtet.
Samorastniki (Wildwüchslinge). Dies ist die grausame Geschichte der Magd Meta, die beim reichen Bauern Karničnik in Dienst war. Als sie vom Sohn und Erben Ožbej ein Kind erwartete, hielt nach altem Brauch der Bauer Gericht über sie. Ihr wurde auf den bloßen Händen glimmendes Werg verbrannt, was besonders schmerzhaft war. Anschließend fielen die Frauen des Hofes über sie her und schlugen sie fast tot, wobei sie ihr zur Schande die Röcke über den Kopf banden und sie auf den nackten Unterleib schlugen. Meta bekam ihr Kind und ging weit weg, um zu arbeiten, wo sie niemand kannte. Nach einiger Zeit bekam sie ein zweites Kind von Ožbej. Der Bauer, der um die Ansprüche der Kinder auf seinen Hof fürchtete, zerrte Meta vor das Gericht des Landesherrn, wo sie sich weigerte, sich von ihrem Geliebten loszusagen, und deswegen auf die Folter gespannt wurde. Doch die Verbindung zu Ožbej bleibt heimlich weiter aufrecht. Allmählich begann sich die öffentliche Meinung zu wenden. Hatte man Meta anfangs mit Spott und Hohn übergossen, begann man die hart arbeitende und treu zu ihrer Liebe stehende Magd nun zu achten und zu bewundern. Neun Kinder hatte das Paar am Ende ohne heiraten zu dürfen, und alle hat Meta mit übermenschlicher Kraft alleine aufgezogen. Der schwache Ožbej hatte sich dem Trunk ergeben und kam schließlich um. Als Karničnik und seine Nachkommen schon längst ihren stolzen Hof verloren hatten, vermehrten sich die Wildwüchslinge Metas Generation um Generation und bevölkerten die ganze Gegend.

## Ausgaben
- Samorastniki: koroške povesti. Ljubljana: Naša založba, 1940
- Samorastniki. Ljubljana: Slov. Knjižni Zavod, 1946
- Samorastniki: koroške povesti. Ljubljana: Mladinska knjiga, 1958
- Zbrano delo. Knj. 2. Ljubljana: Državna založba Slovenije, 1964
- Samorastniki. Maribor: Obzorja, 1969
- Izbrano delo 3. Ljubljana: Mladinska knjiga, 1969
- Koroški samorastniki. Ljubljana: Delavska enotnost, 1976
- Lovro Kuhar - Prežihov Voranc. Ljubljana: Cankarjeva založba, 1979
- Od Ivana Preglja do Cirila Kosmača: izbor novel. Ljubljana: DZS, 1993
- Samorastniki: novela. Ljubljana: Gyrus, 2000

## Übersetzungen

### Albanisch
- Mundqaret. Prishtina. Rilindja, 1962

### Deutsch
- Der Kampf mit dem Sumpfacker. Übersetzung: Franz Hille. in: Slowenische Novellen. Adolf Luser Verlag, Wien und Leipzig 1940.
- Wildwüchslinge. Samorastniki. Übersetzung: Janko Messner. Verlag Bertl Petrei, Maria Rain 1963.
- Wildwüchslinge. Übersetzung: Janko Messner. Drava, Klagenfurt 1983.

### Englisch
- The self-sown. Bilingual edition of a Slovene classic. New Orleans: Prometej, 1983

### Russisch
- Landyši. Moskau: Gosudarstvennoe izdatel`stvo hudožestvennoj literatury, 1959

### Schwedisch
- De lottlösa. Stockholm: Arbetarkultur, 1990

### Serbisch
- Samonikli. Belgrad: Prosveta, 1948
- Samonikli i druge pripovetke. Belgrad: Rad, 1964
- Samonikli. Belgrad: Mlado pokolenje, 1956
- Samonikli. Belgrad: Dečja knjiga, 1956
- Samonikli. Novi Sad: Matica srpska, 1975

### Serbokroatisch
- Prežihov Voranc: izbor. Sarajevo: Svjetlost, 1960
- Boj na Proždrljivcu/Samonikli/Ljubav na odoru. Sarajevo: Veselin Masleša, 1983

### Tschechisch
- Semeno vetru. Prag: Odeon, 1972

### Ungarisch
- Vadócok. Novi Sad: Forum, 1960

## Verfilmung
- Samorastniki. Jugoslawien, 1963 (Regie: I. Pretnar)